# Ветеринарски гласник
Ветеринарски гласник је научни часопис из области ветеринарске медицине који излази од 1904. године. 

## О часопису
Ветеринарски гласник је часопис посвећен унапређењу и ширењу научних сазнања из области ветеринарске медицине и сродних академских дисциплина. Часопис има дугу традицију излажења са променом назива часописа, издавача и уредника. У Ветеринарском гласнику објављују се истраживачки радови, прегледни радови, кратки прегледни радови, кратка саопштења, технички извештаји, прикази случаја и писма уреднику. Ветеринарски гласник се објављује на енглеском језику, са сажецима на енглеском и српском језику, два пута годишње, по принципу отвореног приступа који омогућава бољу видљивост чланака. Упутство за припрему и подношење рукописа, процедура рецензије рукописа и све остале информације доступне су на страници часописа. Ова страница ће, корак по корак, упутити ауторе кроз процес подношења рукописа. Издавач часописа је Универзитет у Београду, Факултет ветеринарске медицине.

### Историјат
Крајем деветнаестог века, тачније 1890. године, ветеринари су основали Удружење марвених лекара Србије. Такође, покренули су и свој часопис Ветеринарски гласник у коме су износили стручна и научна питања из области ветеринарске медицине и сточарства. Ветеринарски гласник је основан у децембру 1903. године, а први број је публикован у јануару 1904. године у издању Марвено-лекарског удружења Краљевине Србије. Први уредник био је Петар Д. Тодоровић (1854—1917). Часопис се бавио решавањем стручних и других питања везаних за струку. Пре оснивања Ветеринарског гласника, стручњаци ветеринарске медицине су публиковали своје радове у следећим часописима: Српски архив, Тежак, Ратник и Народно здравље.
Од 1920. до 1941. године часопис излази под називом Југословенски ветеринарски гласник у издању Југословенског ветеринарског удружења за ветеринарство и сточарство. Уредници су били истакнути стручњаци свог времена. Публиковање часописа прекинуто је током Балканских ратова, I и II светског рата и у послератном периоду (1912-1919 и 1941-1946). Од 1947. године часопис је поново публикован у новој Југославији (под истим називом, Југословенски ветеринарски гласник, почевши од броја један), у почетку од стране Министарства пољопривреде и шумарства, а у наредном периоду од стране Удружења ветеринара и ветеринарских техничара Југославије. После тога мења назив у Ветеринарски гласник.
 Распадом СФРЈ долази до кризе у публиковању часописа, коју Факултет ветеринарске медицине Универзитета у Београду превазилази 1993. године одлуком да преузме издавање часописа и тако одржи континуитет излажења најстаријег часописа из области ветеринарске медицине на овим просторима.Стогодишњица од излажења првог броја обележена је 2004. године. Ветеринарска комора Србије, као суиздавач, обављала је послове редакције часописа, техничко уређивање, лекторисање, финансијско пословање и експедицију часописа све до 2015. године, када све послове у вези са часописом у потпуности преузима Факултет ветеринарске медицине Универзитета у Београду. У протеклих 60 година уредници су били Урош Братановић, Сава Михајловић, Љубомир Козић, Ђурђе Ђурђевић, Божидар Марковић, Златан Синовец (од 2002. до 2007.) и Витомир Ћупић (од 2008. до 2016). До 2016. године Ветеринарски гласник је публикован на српском језику, са сажецима на српском, енглеском и руском језику, шест пута годишње, а од 2017. године Ветеринарски гласник се објављује на енглеском језику, са сажецима на енглеском и српском језику, два пута годишње, по принципу отвореног приступа што омогућава бољу видљивост чланака.

### Периодичност излажења
Излазио је 12 пута годишње (месечно) до 1998. године, а од 1999. године је променио периодичност на двомесечно излажење. Са променом уређивачке политике и преласком на енглески језик 2017. године, часопис Ветеринарски гласник излази два пута годишње.

### Теме
- Ветеринарска медицина
- Анатомија
- Хистологија
- Ендокринологија
- физиологија
- Биохемија
- Молекуларна биологија
- Микробиологија
- Имунологија
- Фармакологија
- Паразитологија
- Патологија
- Хирургија
- Репродукција животиња
- Интерне болести
- Инфективне болести
- Хигијена и технологија намирница анималног порекла
- Исхрана животиња
- Зоохигијена
- Понашање и добробит животиња
- Судска ветеринарска медицина

## Аутори прилога
У часопису, поред аутора из земље и региона, своје радове објављују и аутори из целог света.

## Електронски облик часописа
Од 2003. године до данас постављени су бројеви у електронском облику (еISSN
2406-0771) по принципу отвореног приступа.

## Индексирање у базама података
- DoiSerbia[8]
- SCIndeks[9]
- DOAJ[10]
- EBSCO
- CABI
- Дигитални репозиторијум Народне библиотеке Србије.[11]

## Галерија
- Ветеринарски гласник, 2016.
- Ветеринарски гласник, број 1 из 2017.[12]
- Ветеринарски гласник, број 2 из 2017.[13]